# تخليق الببتيد

ربط حمضين أمينيين في محلول. الأمين غير المحمي لأحد الحمضين يتفاعل مع مجموعة الكربوكسيل غير المحمية للحمض الآخر لتشكيل رابطة ببتيدية. المجموعة الوظيفية المتفاعلة الثانية (أمين/حمض) في كلا الحمضين تحمل مجموعة حامية.

تخليق الببتيد (بالإنجليزية: peptide synthesis)‏ هي عملية إنتاج الببتيدات وذلك بربط العيديد من الأحماض الأمينية مع بعض عبر روابط أميدية، تعرف كذلك بالروابط الببتيدية. يمكن تخليق الببتيدات كيميائيا عبر تفاعل تكثيف مجموعة كربوكسيل حمض أميني مع مجموعة أمين حمض آخر. استراتيجيات مجموعة الحماية ضرورية في العادة للحيلولة دون تفاعلات جانبية غير مرغوب بها مع مختلف سلاسل الأحماض الأمينية. التخليق الكيميائي للببتيد يبدأ في الغالب بالنهاية الكربوكسيلية للببتيد، ويمضي نحو النهاية الأمينية. بينما تخليق البروتين في الكائنات الحية يبدأ في الاتجاه المعاكس.
تخليق الببتيد الكيميائي يمكن أن يبدأ باستخدام تقنيات مرحلة السائل الكلاسيكية، رغم أنه تم استبدالها في معظم مراكز البحوث والتطوير بتقنيات مرحلة الصلب. ورغم ذلك يحافظ التخليق بمرحلة السائل على فائدته حين يكون التصنيع بكميات كبيرة لأغراض صناعية.
يُسهل التخليق الكيميائي إنتاج الببتيدات التي من الصعب التعبير عنها (إنتاجها) لدى البكتيريا، ويسهل كذلك إدراج الأحماض الأمينية غير الطبيعية، والقيام بتغييرات في العمود الفقري للببتيد أو البروتين، وكذلك تخليق الـD-بروتينات التي تتكون من D-أحماض أمينية.

## اقرأ أيضا
- ريجولون